# Dacrycarpus compactus
Dacrycarpus compactus ist ein Nadelbaum aus der Gattung der Warzeneiben (Dacrycarpus) in der Familie der Steineibengewächse (Podocarpaceae). Das natürliche Verbreitungsgebiet der Art liegt auf Neuguinea, wo sie im Hochland vorkommt. Sie wird in der Roten Liste der IUCN als nicht gefährdet geführt.

## Merkmale
Dacrycarpus compactus wächst als zweihäusiger, immergrüner, bis zu 20 Meter hoher Baum. Der Stamm ist aufrecht oder verdreht und kann einen Brusthöhendurchmesser von bis zu 60 Zentimetern erreichen. Selten werden Brettwurzeln gebildet. Die Stammborke ist warzig, dunkelbraun und unter Witterungseinfluss grau. Sie blättert in kleinen Platten oder Streifen ab und gibt dann die darunterliegende rötliche Rinde frei. Die Baumkrone ist anfangs konisch und bei ausgewachsenen Bäumen offen und unregelmäßig. Die Äste sind dünn, waagrecht stehend oder nach oben gerichtet und krumm. An ihren Enden wachsen dichte, flache Zweigbüschel, die dicht mit Laubblättern bedeckt sind.

### Zweige und Nadeln
Die Blätter haben auf allen Zweigen die gleiche Form. Sie sind spiralig angeordnet, nadelförmig, mehr oder weniger zweiseitig abgeflacht, nach innen gebogen, unterseits deutlich gekielt, 1,6 bis 3 Millimeter lang, 0,6 bis 1 Millimeter breit und spitz. Nadeln ausgewachsener Bäume ähneln denen junger Bäume, sie sind jedoch an der Basis etwas breiter und kurz herablaufend. Beide Nadelseiten bilden Spaltöffnungen, die jedoch auf der Unterseite auf die Nadelbasis beschränkt bleiben. Auf der Nadeloberseite wachsen sie in zwei oder mehr Reihen bis nahe zur Spitze.

### Zapfen und Samen
Die Pollenzapfen wachsen am Ende von Kurz- oder Langtrieben über nadelförmigen Blättern. Sie sind anfangs beinahe kugelförmig, verlängern sich jedoch später und sind ausgewachsen 8 bis 10 Millimeter lang und 2 bis 3 Millimeter breit. Die Mikrosporophylle sind gelb, haben ein gelbes bis rötliches, bespitztes Ende, sind 1,5 bis 2 Millimeter lang, 0,5 Millimeter breit und tragen jeweils zwei vorstehende Pollensäcke.
Die Samenzapfen wachsen einzeln an den Enden von Kurztrieben, an denen 1,6 bis 3 Millimeter lange, gebogene, nadelförmige Blätter wachsen. Das Podocarpium wird von Blättern eingeschlossen, die 5 bis 7 Millimetern lang sind, bis zum Samen reichen, ihn jedoch nicht umschließen. Das reife Podocarpium ist 4 bis 5 Millimeter lang, warzig, anfangs grün und später dunkelrot gefärbt. Je Podocarpium werden meist nur ein, selten zwei Samen gebildet. Die reifen Samen sind zusammen mit dem glatten, grünen bis dunkelroten Epimatium 6 bis 8 Millimeter lang, und damit die größten in der Gattung Dacrycarpus. Sie enden in einer vorstehenden, gebogenen Spitze.

## Verbreitung und Ökologie

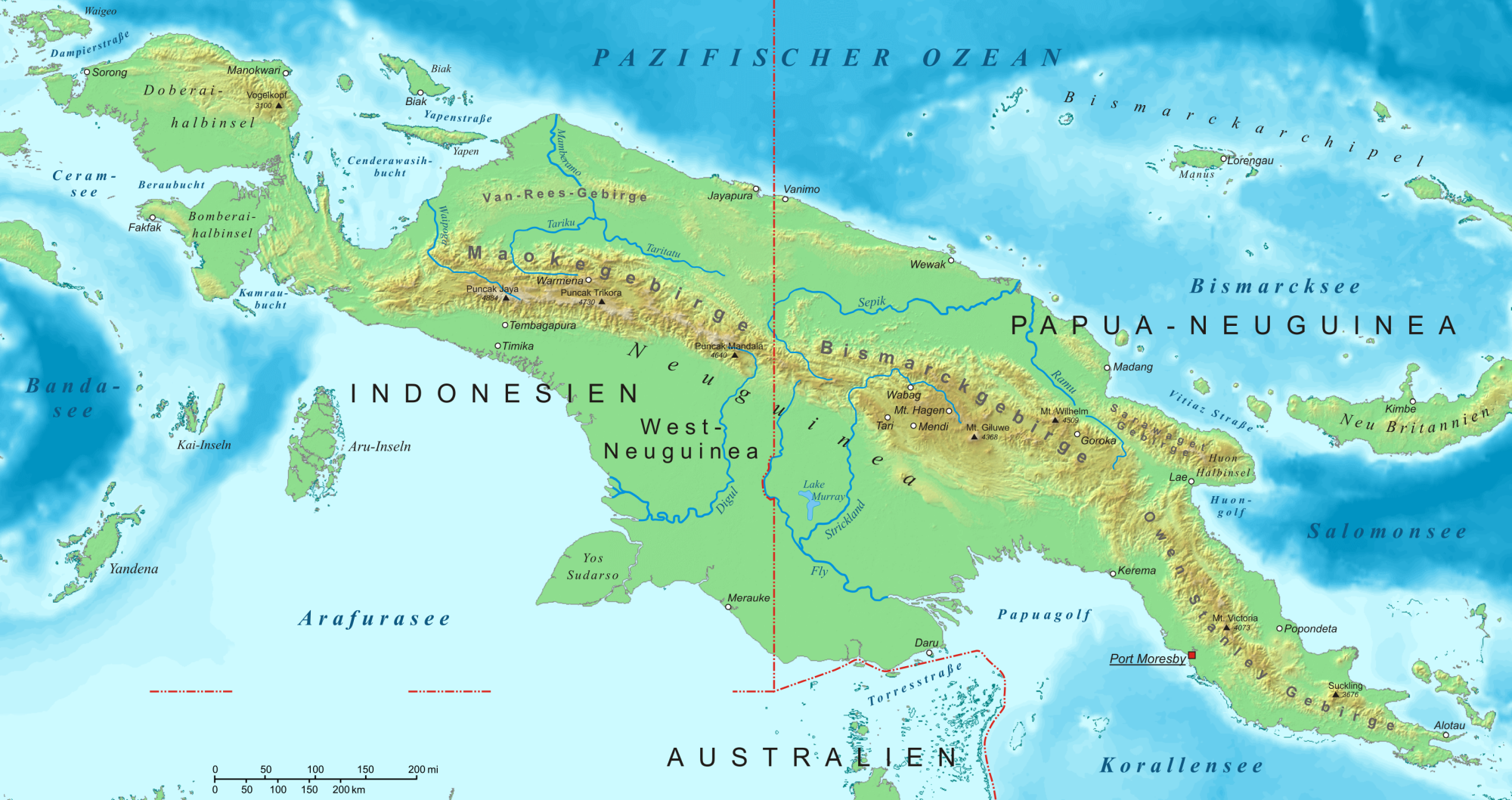
Das Verbreitungsgebiet von Dacrycarpus compactus liegt im Hochland von Neuguinea

Das natürliche Verbreitungsgebiet liegt im Hochland von Neuguinea und reicht vom zentralen, zu Indonesien gehörenden Irian Jaya bis zum Owen-Stanley-Gebirge nahe Port Moresby, der Hauptstadt von Papua-Neuguinea. Es liegt in Höhen ab 2800, meist von 3000 bis 4300 Metern. Das Klima ist kühl, nebelig feucht und zeigt nur geringe jahreszeitliche Unterschiede. Es wird der Winterhärtezone 9 zugerechnet mit mittleren jährlichen Minimaltemperaturen zwischen −6,6° und −1,2° Celsius (20 bis 30° Fahrenheit).
Die Art ersetzt ab Höhen von etwa 3400 Metern Dacrycarpus cinctus, eine Warzeneibe, die auf Neuguinea in niedrigeren Höhen vorkommt. Im breiten aber nur gering bewachsenen Überschneidungsgebiet der beiden Arten kommt es zu Hybridisierung. Dacrycarpus compactus wächst in subalpinen Gebüschen und an den Rändern alpinen Graslands, das von Schmielen der Art Deschampsia klossii dominiert wird. Einzelne Exemplare findet man auch verstreut im Grasland, da ältere Bäume relativ widerstandsfähig gegen Steppenbrände sind. Häufiger findet man Dacrycarpus compactus in Nadelwäldern im Hochgebirge zusammen mit Papuacedrus papuana und verschiedenen Steineibenarten (Posdocarpus spp.), in niedrig wachsenden, moosigen Wäldern und in Gebüschen im torfigen, feuchten Grasland kann sie die dominierende Baumart bilden.

## Gefährdung und Schutz
Dacrycarpus compactus wurde im Jahr 2013 von der IUCN in der Roten Liste als nicht gefährdet („Least Concern“) eingestuft. Die Art ist weit verbreitet und häufig. Das Verbreitungsgebiet ist schwer zugänglich und nur sehr begrenzt von menschlichen Aktivitäten, etwa durch den Bergbau, betroffen. Sonst werden die Bäume in niedrigeren Höhenlagen nur lokal genutzt, um das Holz im dörflichen Umfeld zu verwenden. Mehrere Vorkommen bestehen in geschützten Gebieten.

## Systematik und Etymologie
Dacrycarpus compactus ist eine Art aus der Gattung der Warzeneiben (Dacrycarpus) in der Familie der Steineibengewächse (Podocarpaceae). Sie wurde 1941 von Jacob Wasscher in Blumea als Podocarpus compactus (Basionym) erstbeschrieben und damit der Gattung der Steineiben (Podocarpus) zugerechnet. David John de Laubenfels stellte sie 1969 als Dacrycarpus compactus in die neu aufgestellte Gattung Dacrycarpus. Ein Synonym lautet Bracteocarpus compactus (Wasscher) A.V.Bobrov & Melikyan.
Der Gattungsname Dacrycarpus stammt aus dem Griechischen, dakryon bedeutet „Träne“ und karpos steht für „Frucht“. Das Artepitheton compactus verweist auf die dichte und kompakte Belaubung älterer Bäume.

## Verwendung
Das Holz hat eine gute Qualität, die Bäume erreichen jedoch keine großen Wuchshöhen, wachsen selten gerade und die Vorkommen sind nur schwer zugänglich. Die wirtschaftliche Bedeutung ist daher gering. Die Art wird weder in Gärten noch in der Forstwirtschaft verwendet.